# Хенгзен
Хенгзен (нем. Stausee Hengsen) — самое верхнее и наименьшее водохранилище на реке Рур в южной части коммуны Хольцвиккеде (федеральная земля Северный Рейн-Вестфалия). Водохранилище лежит не непосредственно на русле Рура, а примыкает к нему с северной стороны отдельным водоёмом, образуя между собой и руслом искусственный остров. Посреди озера имеется остров площадью 250 м². Водохранилище названо по наименованию местности, где оно расположено. Площадь поверхности — 0,192 км². Высота над уровнем моря — 114 м.

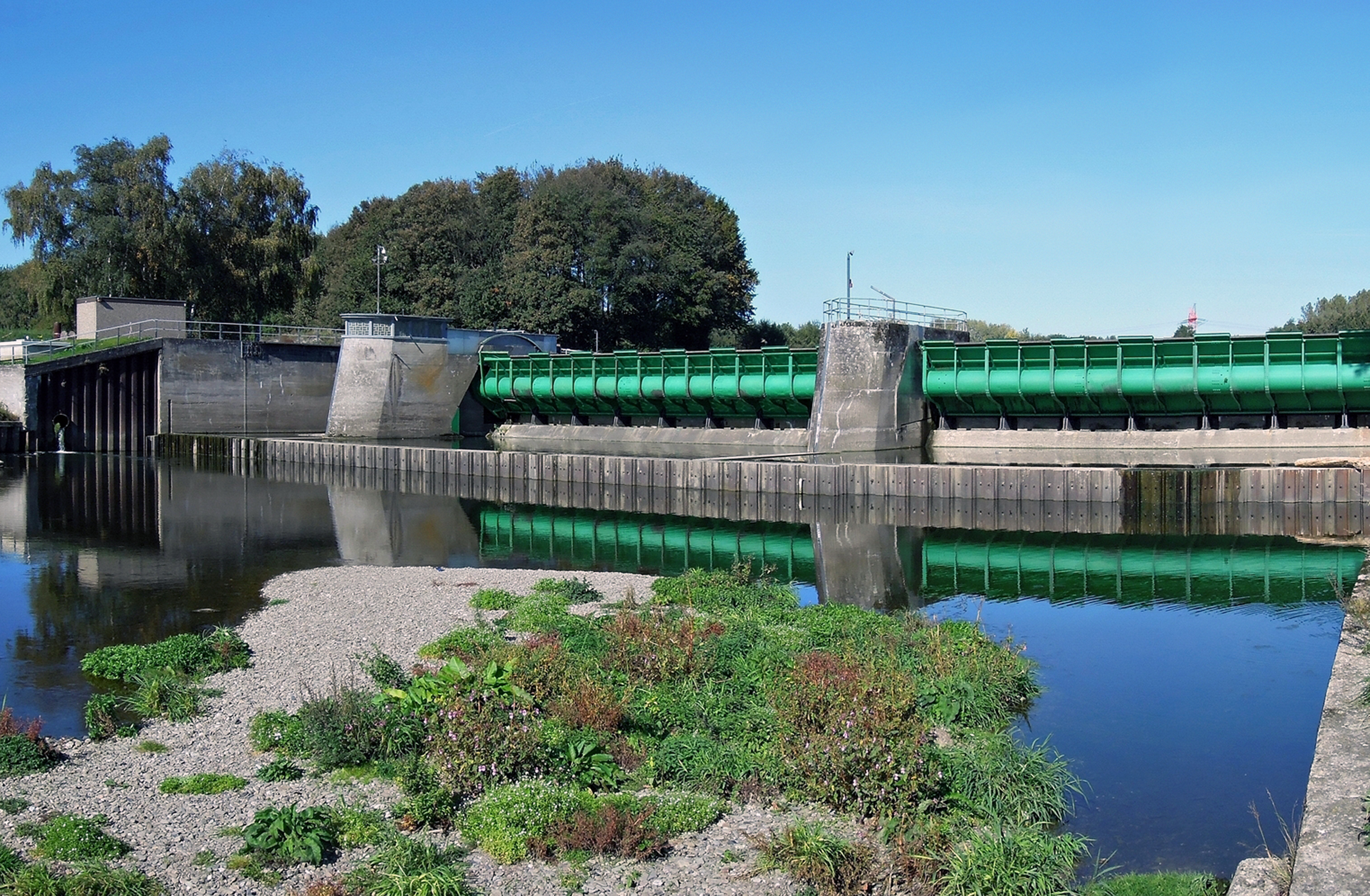
Плотина Хенгзен

Водохранилище Хенгзен находится в пользовании энергетической компании «Dortmunder Energie und Wasserversorgung».
Водохранилище создавалось в конце 1930-х годов с целью выполнения роли отстойника взвешенных частиц — вследствие уменьшения скорости течения происходило самоочищение воды. Это помогало решить проблему водоснабжения, когда потребности в питьевой воде быстро росли, а загрязнение Рурской воды постоянно увеличивалось. В настоящее время, кроме своей основной функции водохранилище также служит популярным местом отдыха для жителей близлежащих населённых пунктов (Дортмунда, Унны, Шверте, Хольцвиккеде).